# 辛迪·布鲁克斯
辛迪·布鲁克斯（英語：Cindy Brooks，1965年1月9日—），美国女子赛艇运动员。她曾代表美国参加芬兰坦佩雷举行的1995年世界赛艇锦标赛，获得女子四人单桨无舵手金牌。